# Gare de Prelles
La gare de Prelles est une ancienne gare ferroviaire française de la ligne de Veynes à Briançon, située sur le territoire de la commune de Saint-Martin-de-Queyrières, près du hameau de Prelles, dans le département des Hautes-Alpes, en région Provence-Alpes-Côte d'Azur.
Elle est mise en service en 1884 par la Compagnie des chemins de fer de Paris à Lyon et à la Méditerranée (PLM) et fermée au cours de la deuxième moitié du XXe siècle par la Société nationale des chemins de fer français (SNCF).

## Situation ferroviaire
Établie à 1 152 mètres d'altitude, la gare de Prelles est située au point kilométrique 343,602 de la ligne de Veynes à Briançon (voie unique), entre les gares de L'Argentières-les-Écrins (ouverte) et de Briançon (ouverte).

## Histoire

### Gare PLM
La station de Prelles est mise en service le 15 septembre 1884 par la Compagnie des chemins de fer de Paris à Lyon et à la Méditerranée (PLM), lorsqu'elle ouvre au service la section de Mont-Dauphin à Briançon,. Elle dispose d'un bâtiment à deux ouvertures et un étage sous une couverture à deux pans.
En 1911, la gare de Prelles, est située sur la « ligne de Livron à Briançon ». C'est une gare ouverte aux services complets de la grande et petite vitesse, à l'exclusion des chevaux chargés dans des wagons-écuries s'ouvrant en bout et des voitures à 4 roues, à deux fonds et à deux banquettes dans l'intérieur, omnibus, diligences, etc.
Le livret Chaix, de 1915, pour la ligne de Livron à Briançon indique qu'il y a quotidiennement deux trains de voyageurs, dans chaque sens, sur la relation Veynes - Briançon. Ces omnibus qui s'arrêtent à toutes les gares, et notamment à Prelles, mettent un peu moins de sept heures pour effectuer la totalité du parcours.

### Gare SNCF
En 1961, la gare de Prelles figure sur le carnet de profil SNCF de la région méditerranée, c'est une gare de la ligne de Veynes à Briançon.
Elle est fermée après 1961 et avant 2011, par la Société nationale des chemins de fer français (SNCF).

## Patrimoine ferroviaire
L'ancien bâtiment voyageurs, fermé et désaffecté du service ferroviaire est utilisé par une entreprise commerciale. La gare a conservé ses deux quais et l'abri du deuxième quai, elle est traversée par la ligne à voie unique.